# Legge elettorale italiana del 1928
La legge elettorale italiana del 1928 è stato il sistema elettorale in vigore nel Regno d'Italia dal 1928 al 1939 per l'elezione della Camera dei deputati.

## Storia
In vista della scadenza della XXVII legislatura del Regno d'Italia, il 10 novembre 1927 il Gran consiglio del fascismo, constatata la dissoluzione di tutti i partiti antifascisti e il riconoscimento giuridico della Confederazione nazionale delle corporazioni sindacali, discusse la riformulazione della legge elettorale approvata nel 1925. Per la nuova riforma alle corporazioni fu concesso di proporre un elenco di candidati al Gran consiglio del fascismo, che poi li avrebbe scelti in funzione della loro appartenenza al regime e che aveva anche il potere di sceglierne di nuovi. La riforma restrinse anche il corpo elettorale e ridusse il numero di deputati da 560 a 400, introducendo l'elezione a maggioranza assoluta dell'intera lista attraverso il voto favorevole o contrario.
Il disegno di legge elaborato dal ministro della giustizia e degli affari di culto Alfredo Rocco fu approvato dal Gran consiglio il 27 febbraio 1928 per poi essere presentato alla Camera il 17 marzo. La discussione alla Camera (dalle elezioni del 1924 solidamente in mano al Partito Nazionale Fascista) procedette senza alcun intervento, solo alla fine l'ex presidente del consiglio Giovanni Giolitti, in rappresentanza dell'opposizione costituzionale, pronunciò il suo voto contrario, mettendo in evidenza l'incompatibilità della nuova legge con l'articolo 39 dello Statuto Albertino; la Camera approvò a scrutinio segreto il disegno di legge con 216 voti contro 15. Il 12 maggio la discussione si svolse nel Senato di nomina regia, dove si alzarono le voci contrarie di Luigi Albertini, Ettore Ciccotti, Francesco Ruffini e Federico Ricci, ai quali Benito Mussolini replicò ribadendo l'ormai completa fascistizzazione dello Stato; il Senato approvò la riforma con 161 voti favorevoli e 46 contrari. La legge fu promulgata il 17 maggio 1928 per poi essere meglio definita dal Regio decreto del 2 settembre 1928.
La legge del 1928 fu utilizzata per la scelta dei deputati nella XXVIII e XXIX legislatura. Nel 1939, per la XXX legislatura, la Camera dei deputati fu sostituita dalla neonata Camera dei fasci e delle corporazioni, e i consiglieri nazionali furono nominati direttamente in quanto membri del Gran consiglio del fascismo, del Consiglio Nazionale del Partito Nazionale Fascista e del Consiglio nazionale delle corporazioni; pertanto non ci furono più elezioni.

## Caratteristiche
La lista dei 400 candidati all'elezione per la Camera dei deputati veniva stilata dal Gran consiglio del fascismo, scegliendo tra gli 800 candidati proposti Confederazione nazionale delle corporazioni sindacali e 200 indicati dalle associazioni legate al regime. Era previsto un unico collegio coincidente con tutto il territorio del Regno d'Italia, gli elettori potevano esprimersi solamente con un sì o con un no per confermare o respingere in blocco tutta la lista dei candidati, che sarebbe passata nel caso di raggiungimento della maggioranza assoluta. Nel caso di mancata conferma, le elezioni sarebbero state ripetute con più liste, attribuendo i 3/4 dei seggi alla lista vincente e ridistribuendo i restanti in modo proporzionale tra le altre liste.
Il corpo elettorale fu ridimensionato, ammettendo solo i maschi di almeno 21 anni di età (anche di 18 se già sposati e padri di famiglia) che fossero contribuenti sindacali con un'imposta di almeno 100 lire annue o che godessero di una rendita di almeno 500 lire annue; erano ammessi anche i sacerdoti e gli impiegati statali. Il corpo elettorale passò da 12000000 a 9500000.

## Applicazioni

### Plebiscito del 1929
| Partito                            | Partito                            | Risultati 24 marzo 1929 | Risultati 24 marzo 1929 | Risultati 24 marzo 1929 | Seggi | Seggi |
| Partito                            | Partito                            | Voti                    | %                       | ±                       | Num   | ±     |
| ---------------------------------- | ---------------------------------- | ----------------------- | ----------------------- | ----------------------- | ----- | ----- |
|                                    | Sì                                 | 8 517 838               | 98,43                   | n.d.                    | 400   | n.d.  |
|                                    | No                                 | 135 773                 | 1,57                    | n.d.                    |       | n.d.  |
|                                    |                                    |                         |                         |                         |       |       |
| Iscritti                           | Iscritti                           | 9 638 859               | 100,00                  |                         |       |       |
| ↳ Votanti (% su iscritti)          | ↳ Votanti (% su iscritti)          | 8 661 820               | 89,86                   | n.d.                    |       |       |
| ↳ Voti validi (% su votanti)       | ↳ Voti validi (% su votanti)       | 8 653 611               | 99,91                   |                         |       |       |
| ↳ Schede non valide (% su votanti) | ↳ Schede non valide (% su votanti) | 8 209                   | 0,09                    |                         |       |       |
| ↳ Astenuti (% su iscritti)         | ↳ Astenuti (% su iscritti)         | 977 039                 | 10,14                   |                         |       |       |

### Plebiscito del 1934
| Partito                            | Partito                            | Risultati 25 marzo 1934 | Risultati 25 marzo 1934 | Risultati 25 marzo 1934 | Seggi | Seggi |
| Partito                            | Partito                            | Voti                    | %                       | ±                       | Num   | ±     |
| ---------------------------------- | ---------------------------------- | ----------------------- | ----------------------- | ----------------------- | ----- | ----- |
|                                    | Sì                                 | 10 043 875              | 99,85                   | n.d.                    | 400   | n.d.  |
|                                    | No                                 | 15 215                  | 0,15                    | n.d.                    |       | n.d.  |
|                                    |                                    |                         |                         |                         |       |       |
| Iscritti                           | Iscritti                           | 10 426 529              | 100,00                  |                         |       |       |
| ↳ Votanti (% su iscritti)          | ↳ Votanti (% su iscritti)          | 10 060 426              | 96,49                   | n.d.                    |       |       |
| ↳ Voti validi (% su votanti)       | ↳ Voti validi (% su votanti)       | 10 059 090              | 99,99                   |                         |       |       |
| ↳ Schede non valide (% su votanti) | ↳ Schede non valide (% su votanti) | 1 336                   | 0,01                    |                         |       |       |
| ↳ Astenuti (% su iscritti)         | ↳ Astenuti (% su iscritti)         | 366 103                 | 3,51                    |                         |       |       |

### Riferimenti normativi
- Legge 17 maggio 1928, n. 1019, in materia di "Riforma della rappresentanza politica"
- Regio decreto 2 settembre 1928, n. 1993, in materia di "Approvazione del testo unico della legge elettorale politica"